# Grande Sinagoga de Roma
A Grande Sinagoga de Roma ou Tempio Maggiore di Roma é a maior sinagoga de Roma, localizada no rione Sant'Angelo.

## História
A comunidade judaica de Roma remonta ao século II a.C., quando a República Romana fez uma espécie de aliança com a Judeia, que, na época, estava sob o controle de Judas Macabeu. O número de judeus na cidade aumentou nos séculos seguintes por causa do incremento do comércio marítimo pelo Mediterrâneo e do grande número de judeus levados a Roma como escravos depois das guerras judaico-romanas na Judeia entre 63 e 135 d.C.
A moderna sinagoga foi construída logo depois da unificação da Itália, em 1870, quando o Reino da Itália capturou Roma e os Estados Papais deixaram de existir. O Gueto de Roma foi demolido e os judeus ganharam cidadania italiana. O edifício que antes abrigava a sinagoga do gueto, uma estrutura complexa, foi demolido e a comunidade começou a planejar um novo e impressionante templo.
Placas comemorativas estão afixadas no edifício para homenagear as vítimas judias da Alemanha Nazista e do ataque da OLP em 1982.
Em 13 de abril de 1986, o papa João Paulo II visitou inesperadamente a Grande Sinagoga, um evento que marcou a primeira visita conhecida de um papa a uma sinagoga desde os primeiros anos da Igreja Católica Romana. Ele rezou com o rabino Elio Toaff, o antigo rabino-chefe de Roma. Este evento foi interpretado como uma tentativa de melhorar as relações entre o catolicismo e o judaísmo e como parte do programa do papa de melhorar as relações com os judeus. Em 2010, o rabino Riccardo Di Segni recebeu o papa Bento XVI.
A Grande Sinagoga comemorou seu centenário em 2004. Além de templo, ela é também um centro cultural e organizacional para a comunidade judaica de Roma, abrigando o escritório do rabino-chefe e também o Museu Judaico de Roma.

## Projeto
Projetada por Vincenzo Costa e Osvaldo Armanni, a sinagoga foi construída entre 1901 e 1904 na margem do rio Tibre, perto do antigo gueto. O estilo eclético do edifício faz com que ele se destaque, mesmo numa cidade repleta de edifícios e estruturas notáveis. O atrativo projeto foi uma escolha deliberada da comunidade da época, que queria que o edifício fosse uma celebração de sua liberdade visível de muitos lugares na cidade. A cúpula de alumínio é a única quadrangular da cidade e torna o edifício facilmente reconhecível.

## Galeria

Imagens da igreja
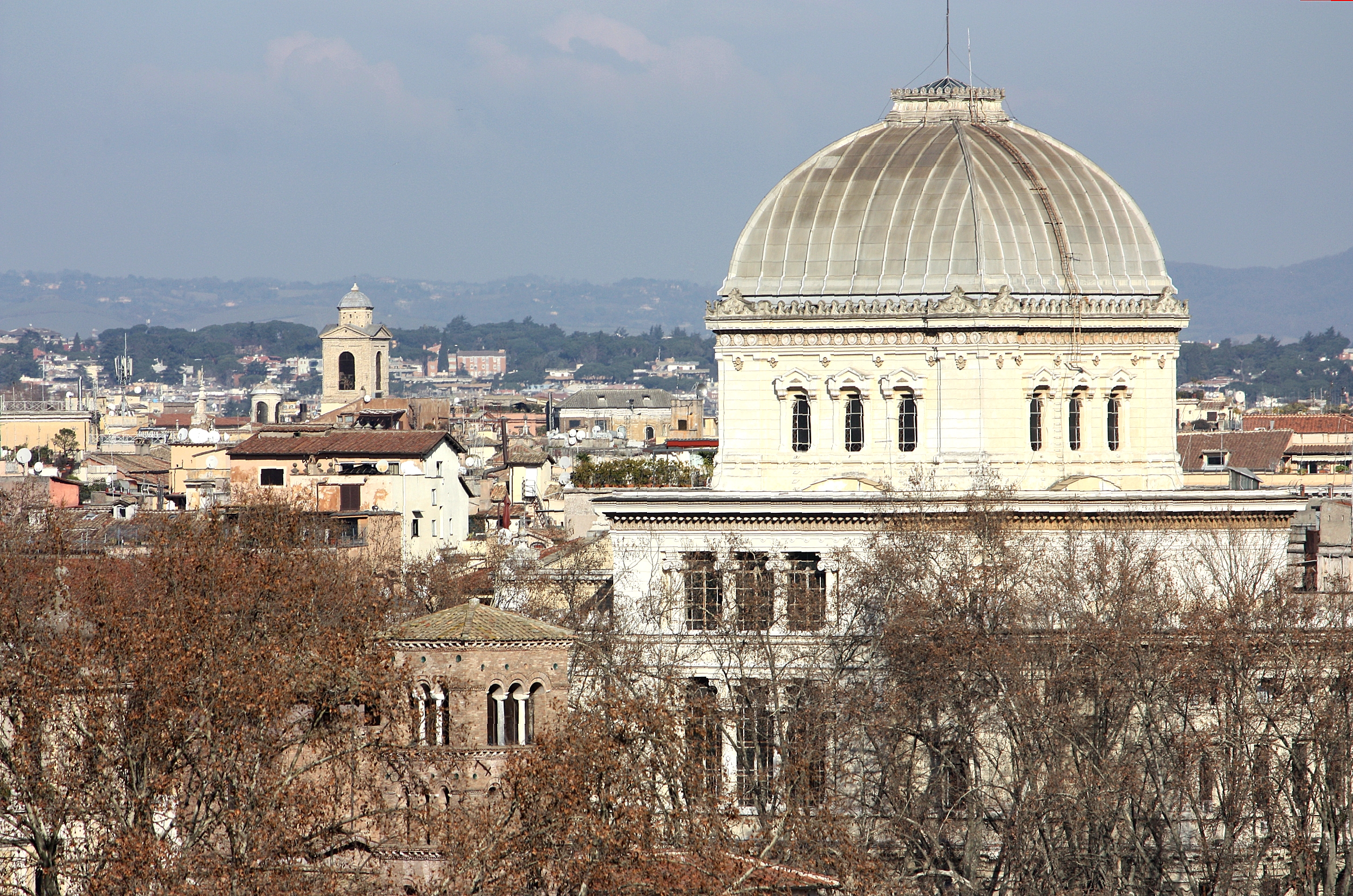
A característica cúpula quadrangular.
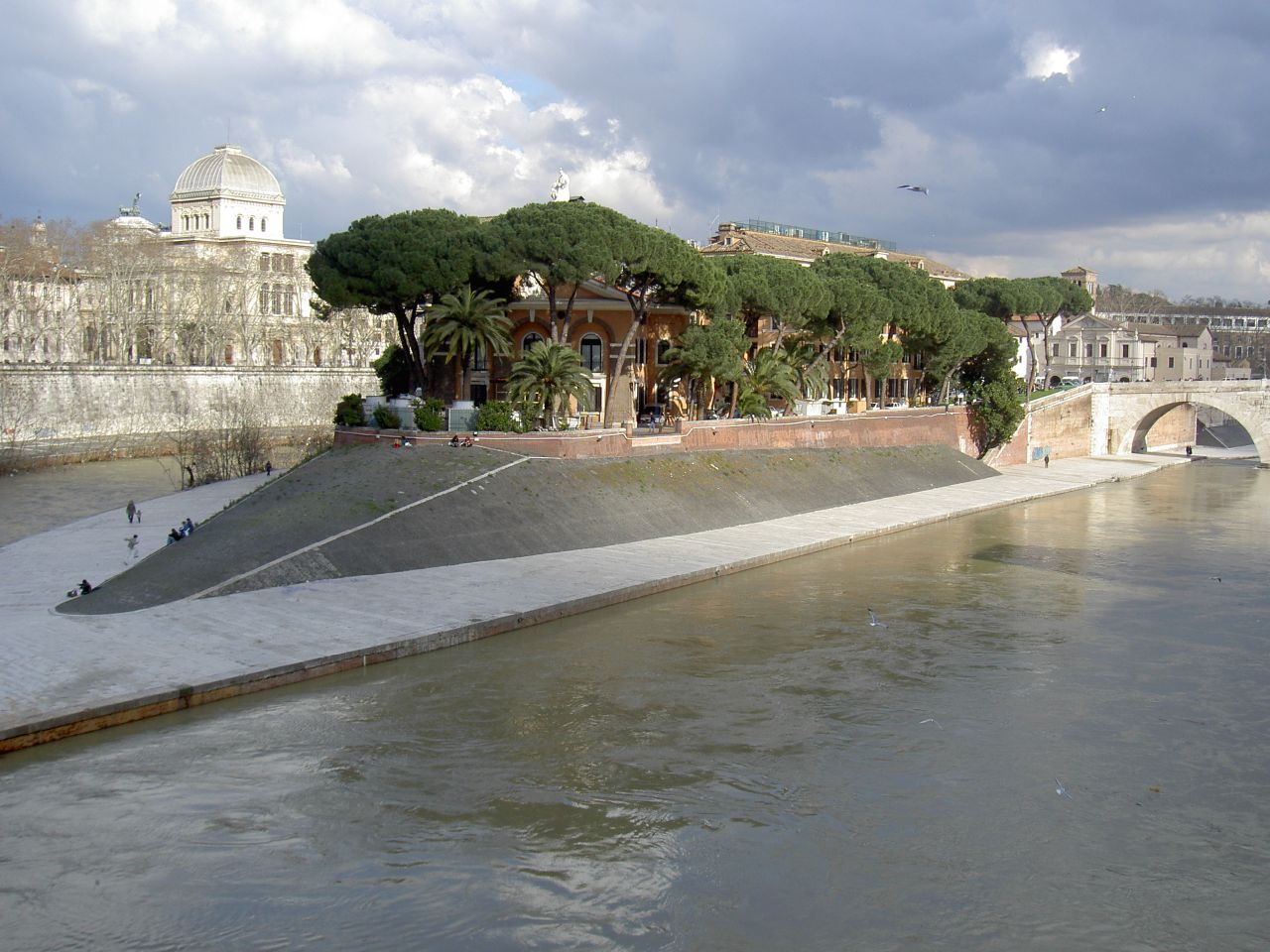
Vista da sinagoga com a Ilha Tiberina em primeiro plano.
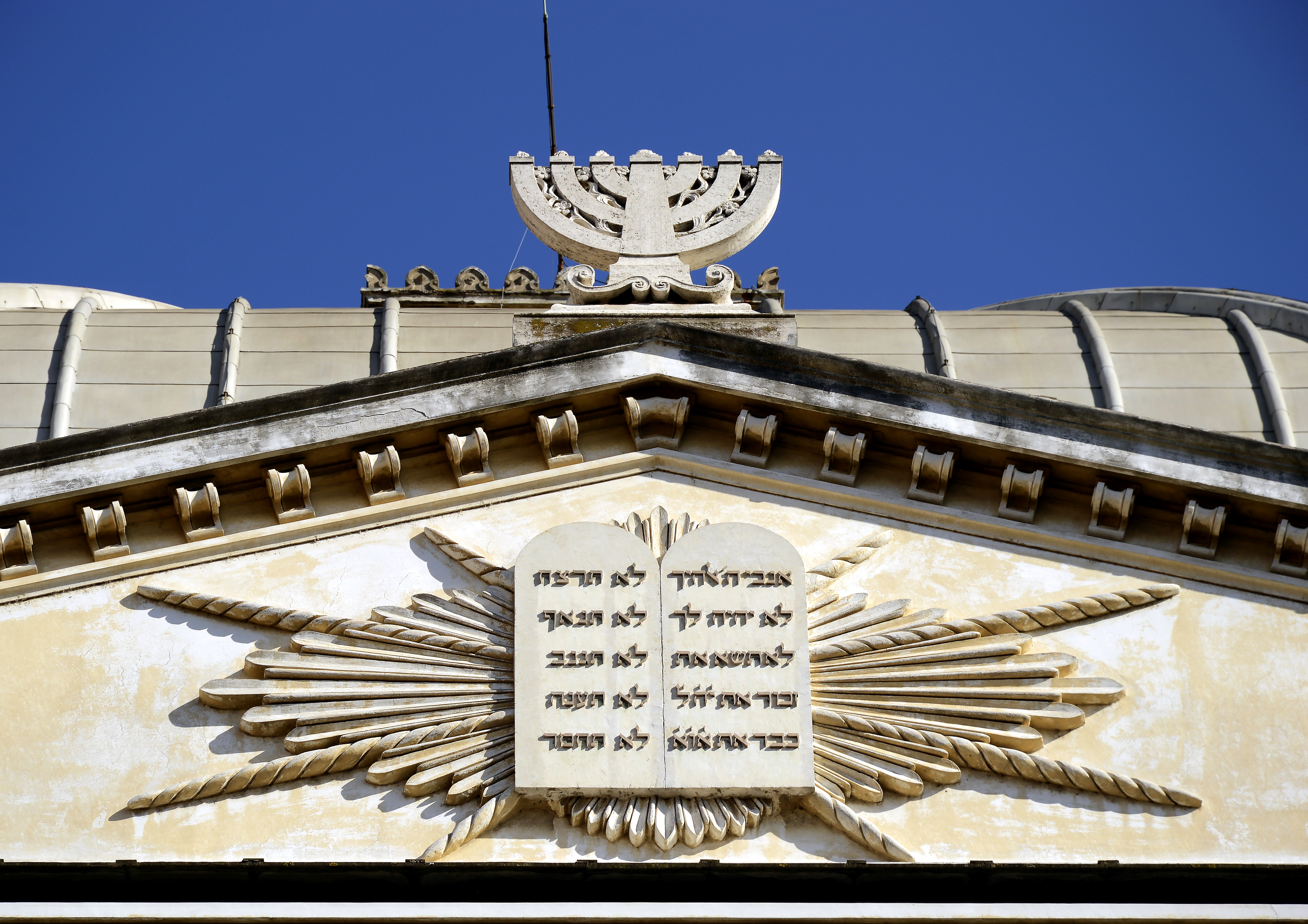
Menorá e as Tábuas da Lei na fachada.
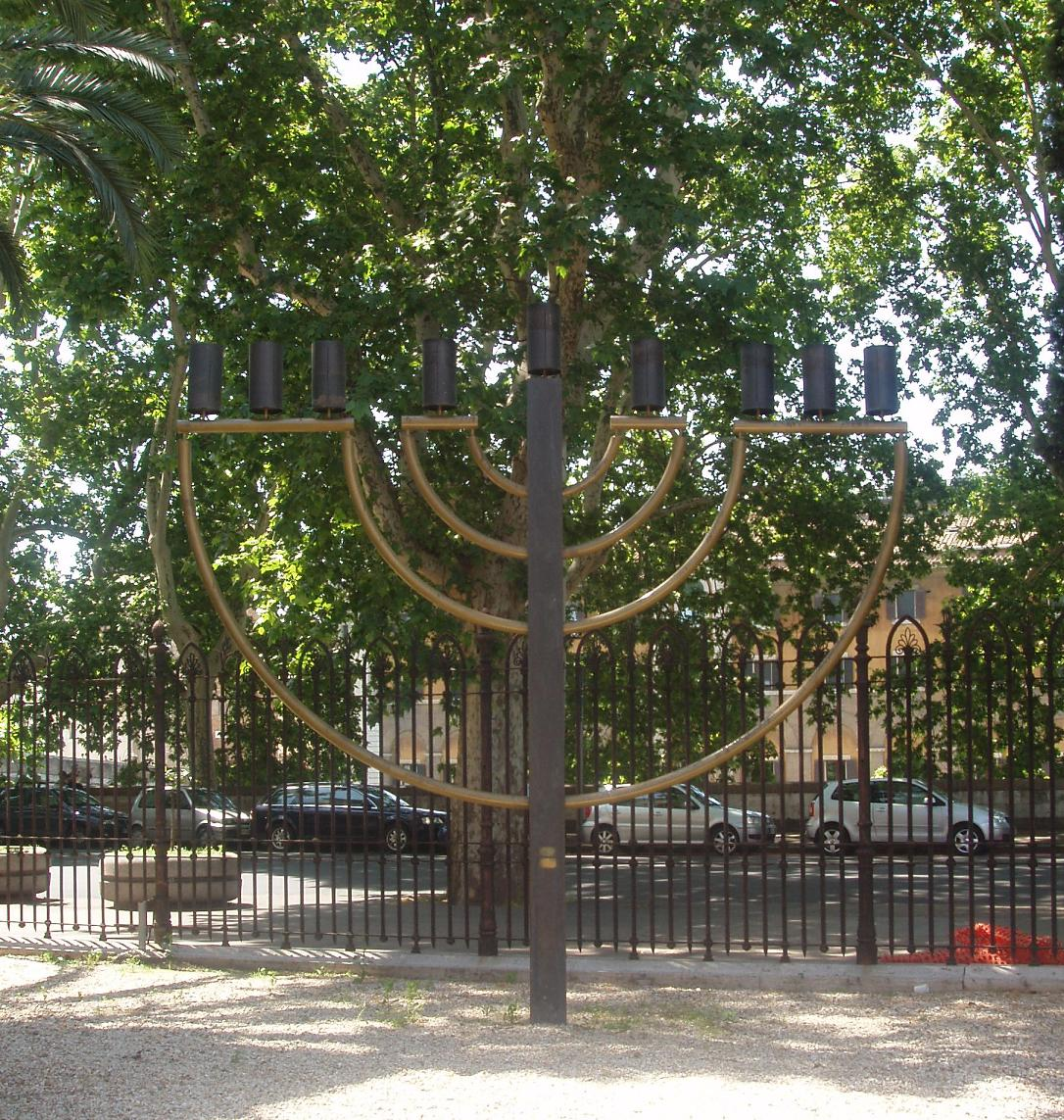
Monumento no jardim.